# Cornelia Schmaus
Cornelia Schmaus (* 15. September 1946 in Frankfurt am Main) ist eine deutsche Schauspielerin.

## Leben
Schmaus ist die Tochter von Lily Leder-Schmaus und Stephan Hermlin. Sie wurde vom zweiten Ehemann der Mutter (Albert K. Schmauss) adoptiert und wuchs in Ost-Berlin auf, wo ihre Mutter Dramaturgin am Deutschen Theater war. Ihre Ausbildung erhielt sie nach der Erweiterten Oberschule 1965 bis 1968 an der Staatlichen Schauspielschule Berlin. Es folgte ein Engagement am Schauspielhaus Karl-Marx-Stadt, wo sie zehn Jahre auftrat. Von 1984 bis 1987 arbeitete sie am Staatsschauspiel Dresden. Danach war sie bis 1991 an der Volksbühne Berlin beschäftigt und von 1992 bis 1994 am Schauspiel Frankfurt am Main. 1994 bis 1999 kehrte sie wieder an die Volksbühne zurück. Zuletzt stand sie vermehrt für Fernsehrollen vor der Kamera.

## Theaterrollen (Auswahl)
- Ibsen Die Frau vom Meer – Ellida
- Brecht Der gute Mensch von Sezuan – Witwe Shin
- Hebbel Die Nibelungen – Brunhild
- Kleist Penthesilea – Penthesilea, Regie: Wolfgang Engel
- Garcia Lorca Bernarda Albas Haus – Martirio
- Bulgakow Der Meister und Margarita – Margarita
- Shakespeare Hamlet – Hamlet
- Tolstoi Anna Karenina – Anna Karenina
- Garcia Lorca Donna Rosita bleibt ledig – Rosita
- Schnitzler Das weite Land – Genia
- Ibsen Hedda Gabler – Hedda
- Hebbel Judith – Judith
- M. Edson Geist – Viviane Bearing
- O’Neill Eines langen Tages Reise in die Nacht – Mary Tyrone
- Haushofer Die Wand – Die namenlose Fau

## Filmografie (Auswahl)
- 1970: Der Streit um den Sergeanten Grischa (Fernsehfilm)
- 1980: Polizeiruf 110 – Vergeltung? (Fernseh-Reihe)
- 1984: Lebenszeichen (Fernsehfilm)
- 1987: Sansibar oder Der letzte Grund
- 1988: Ich liebe dich – April! April!
- 1989: Leb wohl, Joseph
- 1990: Polizeiruf 110 – Der Tod des Pelikan
- 1992: Verlorene Landschaft
- 1999: Wege in die Nacht
- 2001: Mörderinnen (Fernsehfilm)
- 2002: Tatort – Endspiel
- 2003: Tatort – Mutterliebe
- 2003: Zwei Tage Hoffnung (Fernsehfilm)
- 2003: Mein Vater (Fernsehfilm)
- 2003: Liebe Schwester
- 2003: Polizeiruf 110 – Mama kommt bald wieder
- 2004: In einem anderen Leben
- 2005: Spiele der Macht – 11011 Berlin
- 2005: Der Schatz des weißen Falken
- 2005: Mätressen – Die geheime Macht der Frauen
- 2006: Tatort – Sternenkinder
- 2008: Guter Junge (Fernsehfilm)
- 2008: Mogadischu (Fernsehfilm)
- 2009: Was glücklich macht (Fernsehfilm)
- 2009: Tatort – Vermisst
- 2009: Notruf Hafenkante (Fernsehserie, Folge Melanies Albtraum)
- 2009: Ein starkes Team – Die Schöne vom Beckenrand
- 2010: Zivilcourage (Fernsehfilm)
- 2010: Urlaub mit kleinen Folgen
- 2011: Kehrtwende (Fernsehfilm)
- 2012: Tatort – Nachtkrapp
- 2014: Spreewaldkrimi – Mörderische Hitze
- 2019:  Ein starkes Team – Eiskalt

## Auszeichnungen
- 1987: Helene-Weigel-Medaille
- 1988: Adolf-Grimme-Preis mit Gold für Sansibar oder Der letzte Grund (zusammen mit Bernhard Wicki)
- 2001: Deutscher Fernsehpreis